# Ionescuellum silvaticum
Ionescuellum silvaticum är en urinsektsart som först beskrevs av Josef Rusek 1965.  Ionescuellum silvaticum ingår i släktet Ionescuellum och familjen Hesperentomidae. Inga underarter finns listade i Catalogue of Life.